# Ронан Ферроу
Сетчел Ронан О'Салліван Ферроу (англ. Satchel Ronan O Sullivan Farrow; нар. 19 грудня 1987) — американський журналіст, адвокат і колишній радник уряду США. Син актриси Мії Ферроу і режисера Вуді Аллена.
В кінці 2017 року статті Ферроу в журналі «The New Yorker» допомогли розкрити звинувачення в сексуальних домаганнях з боку Гарві Вайнштейна. За його роботу видання «The New Yorker» отримала Пулітцерівську премію за служіння суспільству, розділивши нагороду з «The New York Times».

## Раннє життя
Ферроу народився в Нью-Йорку, в сім'ї актриси Мії Ферроу і режисера Вуді Аллена. Він був названий на честь бейсболіста Сэтчела Пейджа і актриси Морін О'Салліван, його бабусі по материнській лінії. У 2013 році Міа Ферроу підняла хвилю спекуляцій, що біологічним батьком Ферроу, є музикант Френк Сінатра.
Ферроу навчався у Бард-коледжі у Саймонс-Рок, який закінчив у віці 15 років, отримавши ступінь бакалавра мистецтв у філософії. У 2009 році він закінчив Єльську школу права.

## Кар'єра

### Державна служба
З 2001 по 2009 рік Ферроу виконував роль представника у справах молоді ЮНІСЕФ, виступаючи «адвокатом» дітей і жінок, що виявлялися в положенні кризи в Дарфурі в результаті Дарфурського конфлікту, а також допомагаючи збирати гроші в ООН. Він відвідував Дарфур разом зі своєю матір'ю, актрисою Мією Ферроу, Послом доброї волі ЮНІСЕФ, а також виступав на захист біженців з Дарфура.
Під час навчання у Єльській школі права Ферроу працював стажистом в юридичній фірмі «Davis Polk & Wardwell», а також в офісі Комітету Палати представників США у закордонних справах, де займався міжнародними правозахисними законами.
У 2009 році Ферроу приєднався до адміністрації Барака Обами на посаді спеціального радника з гуманізму і справах НУО в Канцелярії Спеціального представника у справах Афганістану та Пакистану. Він був членом команди дипломата Річарда Голбрука, для якого він раніше працював спічрайтером. Протягом наступних двох років Ферроу був відповідальний за контроль відносин уряду США з громадянським суспільством і неурядових суб'єктів" в Афганістані та Пакистані.
У 2011 році він призначений на посаду Спеціального радника Державного секретаря Гілларі Клінтон у справах молоді. Ферроу був відповідальний за політику і програму щодо молоді. Він завершив свій термін у 2012 році.

### Журналістика
Покинувши уряд, Ферроу почав вивчення міжнародних відносин в Оксфордському університеті за стипендією Родса, але так і не завершив.
Він писав есе, оглядові статті та інші матеріали для численних видань, серед яких «The Guardian», журнал «Foreign Policy», «The Atlantic», «The Wall Street Journal», «Los Angeles Times» тощо. В жовтні 2013 року Ферроу уклав контракт з видавництвом «Penguin Press» на випуск його книги під назвою «Pandora's Box: How American Military Aid Creates america's Enemies». З тих пір права на випуск перейшли дому «HarperCollins», а дата виходу книги невідома. З лютого 2014 по лютий 2015 року Ферроу вів телевізійну новинну передачу «Ronan Farrow Daily».
З тих пір він працює як кореспондент NBC News, що займається журналістськими розслідуваннями. Він працює з програмами «Today Show», «Nightly News» і «Morning Joe».
У жовтні 2017 року видання «The New Yorker», після того, як історія була відкинута NBC, опублікувало статтю авторства Ферроу, яка розслідує багаторічні сексуальні домагання з боку продюсера Гарві Вайнштейна. Спільно з виданням «The New York Times» і журналістками Джоді Кантор і Меган Туей, у 2018 році Ферроу і «The New Yorker» отримали Пулітцерівську премію в категорії «Служіння суспільству».

### Озвучування фільмів
Ферроу озвучив незначних персонажів в англомовних версіях двох японських мультфільмів, «Зі схилів Кокуріко» (2011) та «Вітер дужчає» (2013).

## Особисте життя
Ферроу є частиною ЛГБТ-спільноти. З 2011 року він знаходиться у відносинах з подкастером і колишнім спічрайтером Барака Обами Джоном Ловеттом.